# 올리브백화점

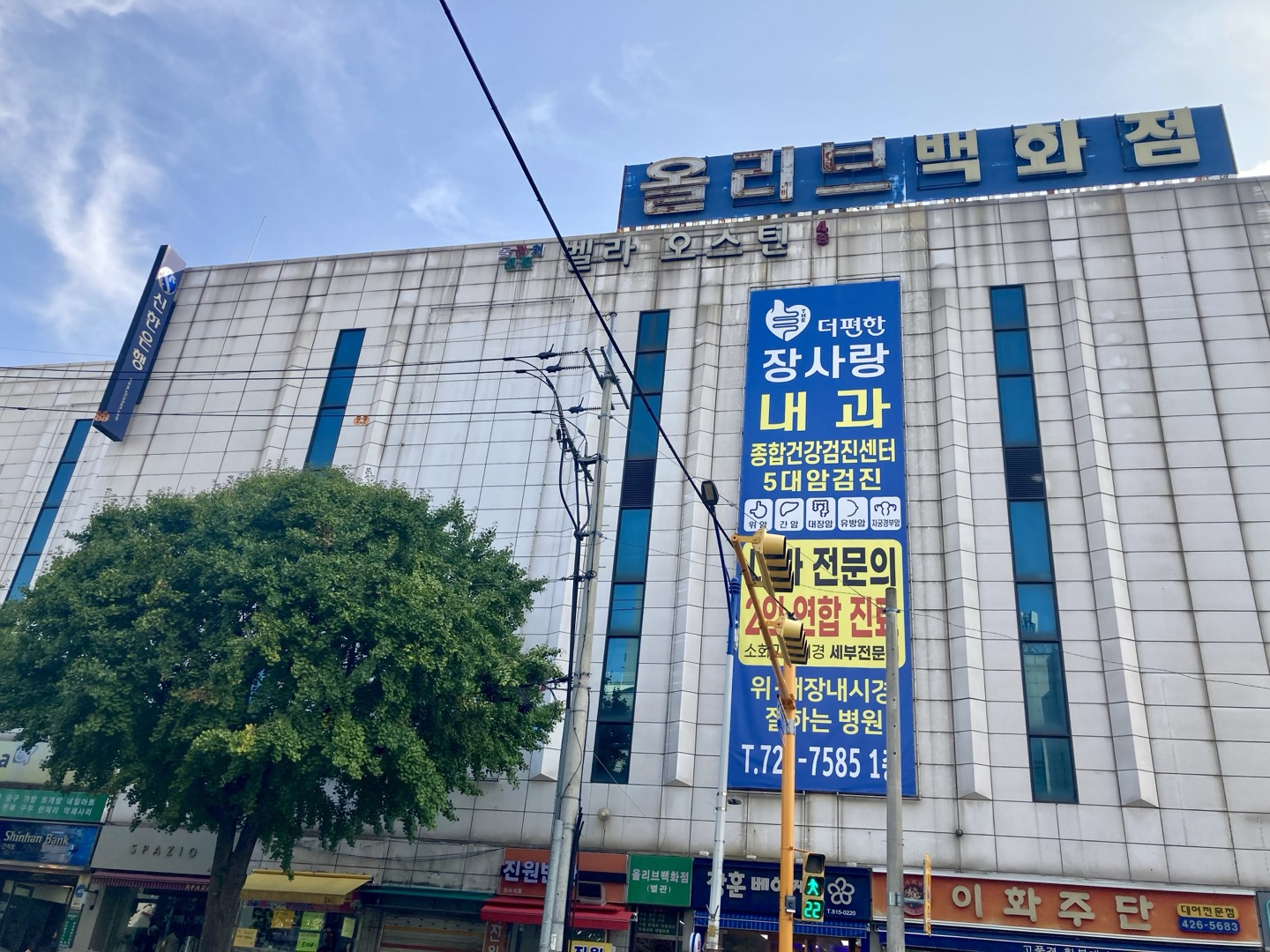
올리브백화점(동보올리브백화점)

올리브백화점은 대한민국의 인천광역시 남동구 남동대로 880 (간석동)에 위치한 백화점이다. 다른명칭으로는 동보올리브백화점으로 불리운다.

## 개요
올리브백화점은 1980년대 초반에는 미도파쇼핑센터을 개점하여, 1984년 12월에 희망백화점으로 바뀌었다가, 2004년에 동보가 인수해 지금의 올리브백화점으로 명칭이 바뀌었다.

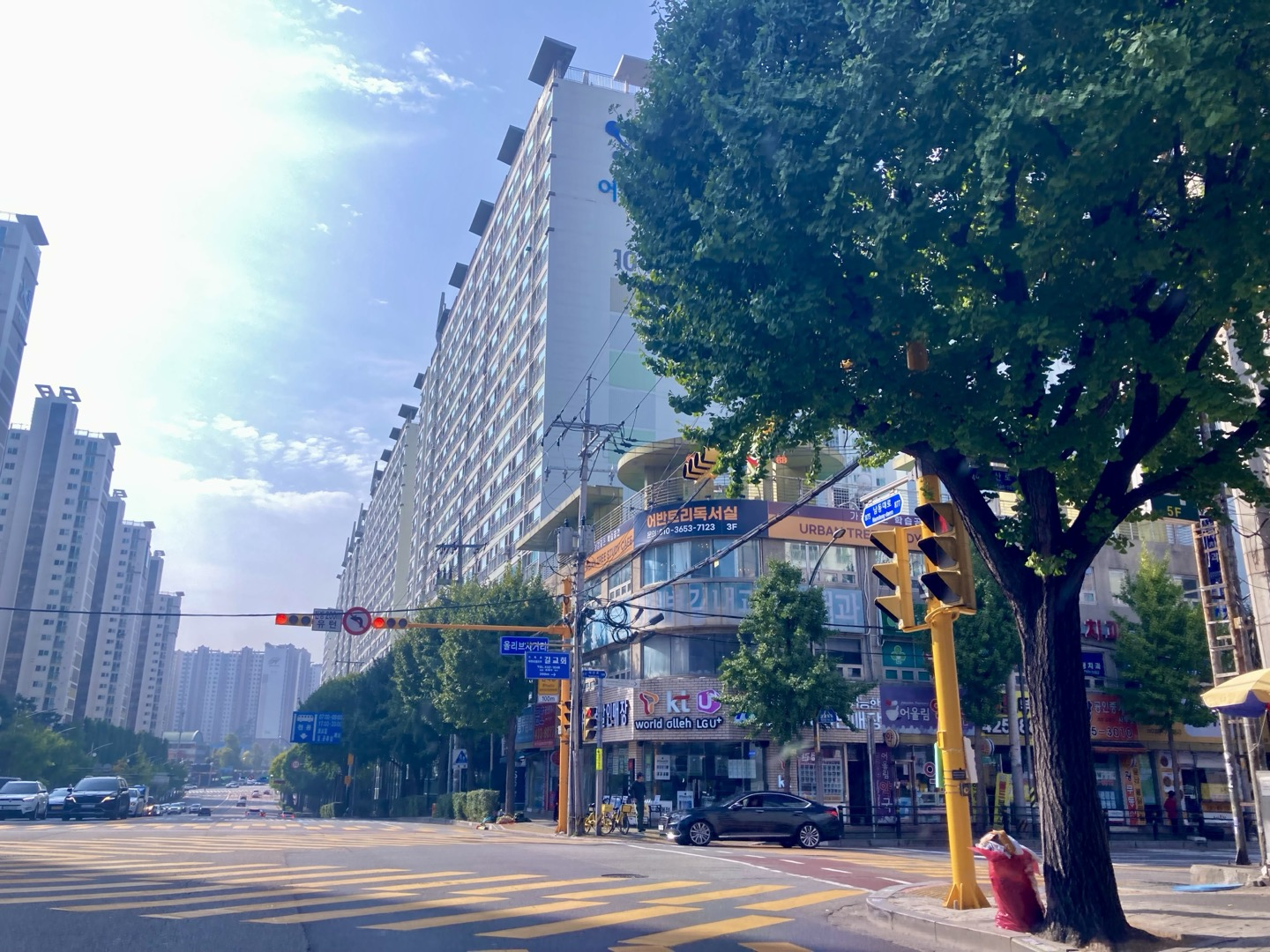
올리브사거리(가천대 길병원 방면)

우체국과 건물명 등기에는 올리브백화점, 네이버지도 또는 지도 플랫폼에는 동보올리브백화점으로 명시되어 있다.
1층에는 의류상점, 식사하는 곳이 존재하며, 매장 밖으로는 음식점 등 상권지가 현재로 형성되어 있다. 간석레미안자이아파트와 간석어울림마을아파트, 구월힐스테이트롯데캐슬골드1단지의 주 상권지로 구성되어 있다.
역사성이 오래되다보니, 석산로와 교차하는 올리브사거리가 앞에 있다. 정차하는 버스노선이 많은 편이다. 42번, 45번, 82번, 103번, 111-2번, 303번, 304번, 700-1번, 1400번 등 광역노선버스도 정류장에 멈춰선다. 정류장 명칭은 올리브백화점이다.